# Съпружеска комедия
„Съпружеска комедия“ (на полски: Komedia małżeńska) е полска комедия от 1994 г., на режисьора Роман Залуски. Премиерата на филма е на 7 май 1994 г. в Полша.

## Сюжет
Внимание:  Текстът по-долу разкрива сюжета на произведението (или части от него)!
Бракът на Мария и Виктор е в криза. Мария е образована жена, която вече не иска да играе ролята на домакиня. Един ден Виктор без предупреждение кани вкъщи гости, но вместо да помогне в приготовленията за гостито, си приказва с приятеля си Карол и другарчетата му. Мария се вбесява и напуска къщата. Във влака е ограбена от цигани. Приятелите, на които възнамерява да гостува, са заминали в чужбина. Сприятелява се със скитника Ремек, когото е срещнала на гарата.

## В ролите
| Актьор                | Роля                                                    |
| --------------------- | ------------------------------------------------------- |
| Ева Каспшик           | Мария Козловска, съпруга на Виктор                      |
| Ян Енглерт            | Виктор Козловски, съпруг на Мария                       |
| Зджислав Вардейн      | Ремек, клошар                                           |
| Ева Далковска         | Ванда, приятелка на Мария                               |
| Ян Пехочински         | Карол, приятел на Виктор                                |
| Кшищоф Колбергер      | Валди                                                   |
| Дагмара Циприняк      | Кашя, дъщеря на Козловски                               |
| Миколай Радван        | Рафал, син на Козловски                                 |
| Матеуш Пестрак        | син на Козловски                                        |
| Халина Беднаж         | Циганка                                                 |
| Збигнев Бучковски     | Богуслав Сломка, наемодател на стая                     |
| Дженаро Канфора       | ръководителят на Италианския търговски институт         |
| Ян Юревич             | полицай на перона на Централна гара                     |
| Йоанна Куровска       | продавачка в магазина, бивша съпруга на Ремек           |
| Малгожата Пражмовска  | чиновник в пощенската служба, където пристига телеграма |
| Анджей Пречигс        | колега на Виктор                                        |
| Карол Щрасбургер      | шеф на Виктор                                           |
| Катажина Шмехович     | Пеги, колежка на Карол                                  |
| Янина Боронска-Лонгва | Меги, колежка на Карол                                  |
| Катажина Довбор       | Катажина Довбор                                         |
| Ева Серва             | Сташка, съпруга на Сломка                               |